# 2011年中华人民共和国国务院政府工作报告
2011年中华人民共和国国务院政府工作报告于2011年3月5日在第十一届全国人民代表大会第四次会议中由国务院总理温家宝发表。这是温家宝发表的第八份工作报告，也是其第二个总理任期内第三份政府工作报告。